# Jaskinia Harmaniecka
Jaskinia Harmaniecka (słow. Harmanecká jaskyňa) – duża jaskinia krasowa znajdująca się w Dolinie Harmanieckiej w Górach Kremnickich, na północny zachód od Bańskiej Bystrzycy na Słowacji. Całkowita długość jaskini w 2015 r. wynosiła 3193 m, rozpiętość pionowa 75 m. Jest udostępniona do zwiedzania.

## Położenie
Jaskinia znajduje się w wapieniach Krasu Harmanieckiego (słow. Harmanecký kras), obejmującego prawie całą Dolinę Harmaniecką. Jej korytarze i sale rozwinięte są w skałach grzbietu zwanego Kotolnicą, dominującego od południowego zachodu nad spływem potoków Bystrica i Harmanec. Wejście do jaskini znajduje się w północnym zboczu Kotolnicy, na wysokości 821 m n.p.m., ok. 260 m nad dnem doliny.

## Geneza
Jaskinia wypreparowana została w ciemnoszarych wapieniach tzw. gutensteinskich, pochodzących ze środkowego triasu i zaliczanych do płaszczowiny choczańskiej. Powstała dzięki erozyjnej działalności wód podziemnych wzdłuż licznych szczelin i uskoków tektonicznych połączonej z zapadaniem się stropów największych wymywanych komór i korytarzy. Znaczna ilość ściekających wód zasobnych w składniki mineralne zapewnia bogatą i urozmaiconą szatę naciekową z licznymi stalaktytami i stalagmitami. Charakterystyczną cechą jest występowanie dużych ilości białych, miękkich nacieków o konsystencji kaszy i dużej (40–80%) zawartości wody.

## Przyroda
Jaskinia posiada bogatą faunę. Jest jednym z najważniejszych miejsc występowania nietoperzy na Słowacji. Dotychczas stwierdzono w niej 11 gatunków tych ssaków. Dominują nocek duży i nocek ostrouszny, które wielokrotnie były tu obserwowane w liczbie od 1000 do 1500 osobników. Kolejnymi pod względem liczebności występowania gatunkami są karlik malutki i nocek rudy. W jaskini żyje też troglofilny krocionóg z gatunku Allorhiscosoma sphinx, a w występujących w niej wodach reliktowy skorupiak głębinówka ślepa.
Od 1968 roku (nowelizacja w 1972 r.) jaskinia jest narodowym pomnikiem przyrody (Národná prirodná pamiatka).

## Dzieje poznania i udostępniania turystycznego
Wstępne partie jaskini pod nazwą Izbica były znane miejscowej ludności od dawna. Znajdowały się na terenach lasów miejskich Bańskiej Bystrzycy. Połączenie przepaści Izbica z dalszym systemem jaskiniowym stwierdził już w 1932 r. Michal Bacúrik, jednak pierwszego przejścia tego systemu dokonał dopiero w 1938 r. leśniczy wspomnianych miejskich lasów, Vojtech Kovalčík, w towarzystwie kolegi nazwiskiem Ondrouška. Do zwiedzania uprzystępniono jaskinię w 1950 r. Trasa zwiedzania ma formę pętli o długości 1020 m. Zwiedzanie trwa ok. 60 minut. W latach 2003–2004 jaskinia była zamknięta dla zwiedzających. Wiązało się to z budową nowego pawilonu wejściowego.
Jaskinia Harmaniecka należy do mniej licznie odwiedzanych słowackich jaskiń: w latach 1996–2005 odwiedzało ją rocznie średnio ok. 22,2 tys. osób, natomiast w latach 2011–2019 rocznie średnio 18,9 tys. Do końca 2005 r. jaskinię odwiedziło łącznie blisko 685 tys. osób. Przyczyną niezbyt dużej frekwencji jest położenie jaskini poza najliczniej uczęszczanymi szlakami drogowymi, a także usytuowanie wejścia wysoko na stoku doliny. Punktem wyjściowym do jaskini jest parking w Horným Harmancu. Dojście do otworu jaskini z parkingu zajmuje ok. 45 min.